# Le Progrès du Golfe
Le Progrès du Golfe a été un journal actif du 15 avril 1904 au 1er mai 1970 dans le Bas-Saint-Laurent et la Gaspésie. Il fut fondé par la compagnie de publication de Rimouski et administré par François-Xavier Letourneau.